# Guareí (ort)
Guareí är en ort i Brasilien.   Den ligger i kommunen Guareí och delstaten São Paulo, i den södra delen av landet, 800 km söder om huvudstaden Brasília. Guareí ligger 644 meter över havet och antalet invånare är 14 568.
Terrängen runt Guareí är huvudsakligen platt. Guareí ligger nere i en dal. Guareí är det största samhället i trakten.
Omgivningarna runt Guareí är huvudsakligen savann. Runt Guareí är det glesbefolkat, med 19 invånare per kvadratkilometer.